# Henry Stuart (Lord Darnley)
Pour les articles homonymes, voir Henry Stuart et Stuart.
Titre
Roi consort d'Écosse
29 juillet 1565 – 10 février 1567
(1 an, 6 mois et 12 jours)
Henry Stuart, dit Lord Darnley, né le 7 décembre 1546 et mort le 9 ou le 10 février 1567, duc d'Albany et roi consort d'Écosse, est le deuxième époux de sa cousine Marie Ire, reine d'Écosse.

## Biographie

### Enfance
Il naît à la commanderie de Temple Newsam près de Leeds dans le Yorkshire.
Il est le fils de Matthew Stewart, 4e comte de Lennox, et de Margaret Douglas, nièce du roi Henri VIII d'Angleterre et demi-sœur du roi Jacques V d'Écosse. Il passe son enfance en exil à la cour d'Angleterre parce que son père est alors accusé de trahison, et retourne en Écosse en 1564. Il a comme tuteur un cartographe écossais, John Elder (en), et un ancien gentilhomme du duc d'Aubigny, Arthur Lallart. Il apprend le chant, la danse et à jouer du luth. Henry reçoit une bonne éducation basée sur les langues : l'anglais et le français, et sur le métier des armes qui lui donne un corps athlétique et une grande force physique.

### Mariage
Le 29 juillet 1565 à Holyrood, il épouse Marie Stuart, reine d'Écosse, sa cousine, qui a pour lui une vive passion. Par ce mariage, il devient duc d'Albany. Ce mariage se révèle cependant désastreux.
Après le mariage, son épouse découvre très vite que son mari est médiocre, égoïste et débauché. L'entente ne dure pas malgré l'annonce d'une grossesse en fin d'année 1565.

### Descendance
Il est ainsi le père de Jacques VI d'Écosse qui règne à partir de 1567. Celui-ci succède en 1603 à la reine d'Angleterre Élisabeth Ire sous le nom de Jacques Ier.

### Scandales

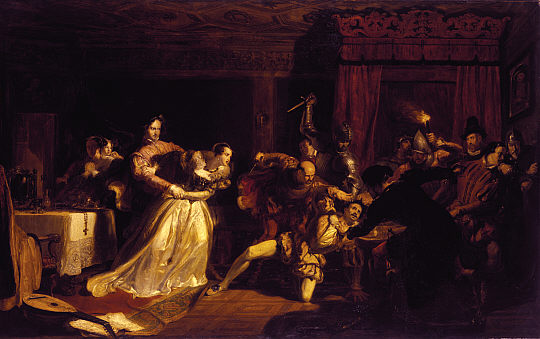
L'assassinat de David Rizzio.

Il persécute tous ceux qu'il croit être les favoris de la reine. Il fait même assassiner Arthur Lallart, son tuteur, qui s'était rapproché de la reine Marie, lors du passage de la rivière Carron. Il fait aussi mettre à mort, dans l'appartement même de Marie Stuart, à Édimbourg, David Rizzio, secrétaire de la reine (1566), qu'il soupçonne d'être un espion.

### Mort
Il meurt dans la nuit du 9 février au 10 février 1567, étouffé dans le jardin, après que la maison où il se trouvait a explosé, avec son valet de chambre William Taylor qui connut le même sort. Marie Stuart et James Hepburn, comte de Bothwell, furent accusés de ce meurtre. Le scandale fut énorme et eut un retentissement international d'autant que Marie épousa Bothwell le 24 avril suivant. Même si la culpabilité ou l'innocence de Marie Stuart partage encore les historiens, ces événements sont la cause de l'abdication forcée de la reine et de la guerre civile qui suivit entre 1567 et 1573.
Le comte Louis de Morette, ambassadeur d'Emmanuel-Philibert de Savoie, quitte Édimbourg pour Paris trente-six heures après le meurtre du roi d’Écosse. Morette ne compte pas parmi les soutiens de Marie Stuart, notamment à cause du refus de la reine de rejoindre la Ligue catholique, dont le duc de Savoie était le plus actif promoteur. Le 16 mars 1567,  Michele della Torre, nonce apostolique en France, fait état à Côme Ier de Toscane de ce que le comte lui a rapporté sur l'événement :
| Texte et orthographe originale en italien | Traduction en français (Wikipédia) |
| --- | --- |
| Hieri arrivò qui il P. Emondo in compagnia di Monsignore di Muretta, et d'all'uno et l'altro s'è potuto a pieno intender lo stato delle cose di Scotia, le quali sono hoggidì per la morte del Re turbate di maniera che si dubita di grandissimo sollevamento, imperochè li conti di Muray, di Athol, di Morton, et altri signori si son posti insieme con il conte di Lenox, padre di esso Re, sotto prestesto di vendicar la morte del prefato Re. […] Quanto al particular della morte di quel Re, il detto signor di Muretta ha ferma opinione che quel povero Principe sentendo il remuro delle genti che attorniavna la casa, et tentavano con le chiave false apprir gl'usci, volese iscir per una porta che andava al giardino, in camicia con la peliccia, per fuggire il pericolo; et quivi fu affogato, et poi condotto fuori del giardino in un piccolo horto fuori della muraglia della terra, et che poi con il fuoco ruinassero la casa per amazzar il resto ch'era dentro; di che se ne fa congiettura, perciochè il Re fu trovato morto in camicia con la peliccia a canto, et alcune donne, che alloggiavano vicino al giardino, affermano d'haver udito gridar il Re : « Eh! fratelli miei, habbiate pietà di me per amor di Colui che hebbe misericordia di tutto il monde. » […] | Hier arriva le père Edmond, en compagnie de Monsieur de Morette ; et l'un et l'autre nous instruisirent des événements en Écosse, qu'à la suite de la mort troublante du roi, il y eut un important soulèvement : les puissants comtes de Murray, d'Athol, de Morton, et autres seigneurs, sont du côté du comte de Lennox, père du feu roi, et qui sont pressés de venger la mort du roi précédemment mentionné. […] Quant à la mort du roi, le susdit sieur de Morette a l'opinion assurée qu'au sujet du pauvre prince, entendant le bruit des gens qui entouraient la maison, et essayant d'ouvrir les portes avec les doubles des clefs, voulut sortir par une porte qui allait au jardin, en chemise et avec un manteau de fourrure, pour échapper au danger ; et là, il fut capturé, puis conduit hors du jardin dans un autre qui n'est pas sur Terre, et ensuite le feu détruisit la maison, surprenant qui était à l'intérieur ; donc il se fait milles conjectures, car le roi a été retrouvé mort en chemise, avec un manteau de fourrure, et certaines femmes, qui étaient près du jardin, prétendent avoir entendu le roi crier : « Eh ! mes frères, ayez pitié de moi par amour pour Celui qui a eu pitié du monde entier. » […] |

Henry Stuart sera enterré dans la chapelle du palais de Holyrood.

## Dans la fiction
Dans le film de Josie Rourke, Marie Stuart, Reine d'Écosse sorti en 2018, son rôle est interprété par l'acteur britannique Jack Lowden.
Dans la série télévisée Reign : Le Destin d'une reine, Lord Darnley est interprété par Will Kemp.